# Hüttseifen
Hüttseifen ist ein Ortsteil der im Landkreis Altenkirchen (Rheinland-Pfalz) gelegenen Ortsgemeinde Niederfischbach. Zwar ist die Einwohnerzahl unbekannt, aber aus geographischen Karten geht hervor, dass Hüttseifen über 64 Wohnhäusern verfügt. 

## Geographische Lage
Hüttseifen liegt geographisch gesehen südwestlich des Asdorfer Weihers. In Nordrhein-Westfalen sind im Uhrzeigersinn Plittershagen und Freudenberg die nächstgelegenen Ortschaften. Die nächstgelegenen Ortschaften sind ebenfalls im Uhrzeigersinn des rheinland-pfälzischen Niederfischbachs Langenbach, Fischbacherhütte sowie die Gemeinde Harbach. Hüttseifen und Langenbach sind eng verwachsene Ortschaften. 

## Geschichte
Hüttseifen war in der evangelischen Kirche der Kreissynode Altenkirchen und dort der in der zweiten Hälfte des 16. Jahrhunderts gegründeten Pfarrei Freusburg angehörig.
1828, als Teil der Bürgermeisterei Kirchen im seinerzeit in neun Bürgermeistereien unterteilten Kreis Altenkirchen, hatte Hüttseifen 49 Einwohner.
Die bis dahin selbständige Gemeinde Hüttseifen, bis 1803 dem zu Sayn-Altenkirchen gehörenden Amt Freusburg und dort dem Kirchspiel Fischbach zugehörig, wurde am 7. Juni 1969 in Form einer Neubildung in die Ortsgemeinde Niederfischbach eingegliedert.

## Ehemalige Bürgermeister
- 1956–1969: Wilhelm Bähner († 11. August 1992)[5]